# Leonid Sandałow
Leonid Michajłowicz Sandałow, ros. Леонид Михайлович Сандалов (ur. 15 marca?/28 marca 1900 we wsi Bisiricha, zm. 23 października 1987 w Moskwie) – radziecki wojskowy, generał pułkownik.

## Życiorys
Urodził się we wsi Bisiricha (obwód iwanowski, w 1925 roku włączona do nowo powstałego miasta Wiczuga), w rodzinie tkaczy. Ukończył dwuklasową szkołę ludową.
W latach 1913–1918 pracował w fabryce początkowo jako nawijacz osnowy, a następnie pomocnik buchaltera. W 1918 roku wstąpił do Komsomołu.
W 1919 roku na wezwanie Komsomołu wstąpił na ochotnika do Armii Czerwonej, gdzie w 1920 roku ukończył kurs dowódczy. Następnie został skierowany na front wojny domowej. Brał udział w walkach na Froncie Turkiestańskim i Południowym, będąc dowódcą plutonu, a następnie adiutantem batalionu.
Po zakończeniu działań bojowych został skierowany do Kijowskiego OW, gdzie pełnił stanowiska dowódcy plutonu, kompanii, zastępcy szefa sztabu, zastępcy dowódcy bataliony, dowódcy szkoły pułkowej. W 1926 roku ukończył Kijowską Wyższą Szkołę Dowódców.
W 1931 roku został skierowany do Akademii Wojskowej im. Frunzego, którą ukończył w 1934 roku. Po jej ukończeniu został szefem sztabu 1 pułku zmotoryzowanego 1 Dywizji Kawalerii, a od sierpnia 1935 pomocnikiem szefa I oddziały I Wydziału Sztabu Kijowskiego Okręgu Wojskowego.
W październiku 1936 roku został słuchaczem pierwszego kursu Akademii Sztabu Generalnego Armii Czerwonej, który ukończył w 1937 roku.
We wrześniu 1937 roku został szefem Wydziału Operacyjnego Białoruskiego Okręgu Wojskowego. We wrześniu 1939 roku w czasie zajmowania zachodniej Białorusi przez wojska radzieckie pełnił obowiązki szefa wydziału operacyjnego sztabu Frontu Białoruskiego. W sierpniu 1940 roku został szefem sztabu 4 Armii.
Po ataku Niemiec na ZSRR pełnił nadal funkcję szefa sztabu 4 Armii, biorącej udział w walkach na Białorusi w ramach Frontu Zachodniego. W dniach od 30 czerwca 1941 pełnił obowiązki dowódcy 4 Armii do momentu rozformowania 4 Armii w dniu 23 lipca 1941 roku.
W sierpniu 1941 roku został szefem sztabu Frontu Centralnego utworzonego na bazie sztabu rozformowanej 4 Armii, a po jego likwidacji 25 sierpnia został szefem sztabu Frontu Briańskiego, którą pełnił do listopada 1941 roku, kiedy to Front Briański został rozwiązany. Został wtedy mianowany szefem sztabu 20 Armii, która została ponownie sformowana. Jako szef sztabu uczestniczył w walkach armii w czasie walk na przedpolu Moskwy. Za zasługi w tych działaniach został awansowany do stopnia generała. Następnie uczestniczył w natarciu w ramach operacji rżewsko-syczkowskiej w okresie od 4 do 8 sierpnia 1942 roku.
We wrześniu 1942 roku został ponownie mianowany szefem sztabu Frontu Briańskiego i pełnił tę funkcję do czasu rozformowania tego frontu w marcu 1943 roku.
W październiku 1943 roku został szefem sztabu 2 Frontu Nadbałtyckiego i pełnił tę funkcję do marca 1945 roku. W kwietniu 1945 roku został szefem sztabu 4 Frontu Ukraińskiego i funkcję tę pełnił do końca wojny w Europie.
Po wojnie został szefem sztabu Przykarpackiego Okręgu Wojskowego. W latach 1946–1947 był zastępcą szefa Głównego Sztabu Wojsk Lądowych i równocześnie szefem zarządu tego sztabu, a następnie w latach 1947–1953 był szefem sztabu i 1. zastępcą dowódcy wojsk Moskiewskiego Okręgu Wojskowego.
W latach 1953–1955 pozostawał w dyspozycji Ministerstwa Obrony, po czym we wrześniu 1955 roku został przeniesiony do rezerwy.
Zmarł w Moskwie, pochowany na cmentarzu kuncewskim.

## Awanse
- pułkownik (04.10.1938)
- generał major (rozkaz nr 2294 z dnia 27.12.1941)
- generał porucznik (rozkaz nr 176 z dnia 14.02.1943)
- generał pułkownik (rozkaz nr 1144 z dnia 23.08.1944)

## Odznaczenia
- Order Lenina (trzykrotnie – 30.01.1943[1], 1945, 1970)
- Order Rewolucji Październikowej (1980)
- Order Czerwonego Sztandaru (czterokrotnie – 12.04.1942[2], 21.04.1943[3], 29.07.1944[4], 1950)
- Order Suworowa I st. (23.05.1945[5])
- Order Kutuzowa I st. (27.08.1943[6])
- Order Wojny Ojczyźnianej I st. (06.04.1985)
- Order Czerwonej Gwiazdy (22.02.1941)
- Order Krzyża Grunwaldu II klasy (Polska Ludowa, 24 czerwca 1946)[7]